# Musselrödling
Musselrödling (Entoloma byssisedum) är en svampart som först beskrevs av Christiaan Hendrik Persoon, och fick sitt nu gällande namn av Donk 1949. Musselrödling ingår i släktet Entoloma och familjen Entolomataceae.  Arten är reproducerande i Sverige. Inga underarter finns listade i Catalogue of Life.

## Källor

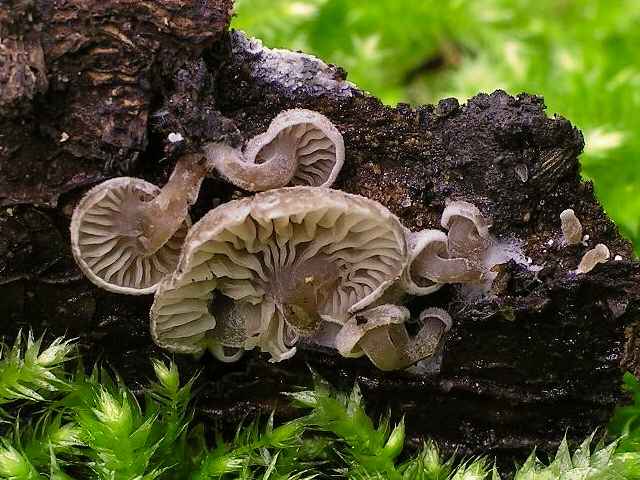
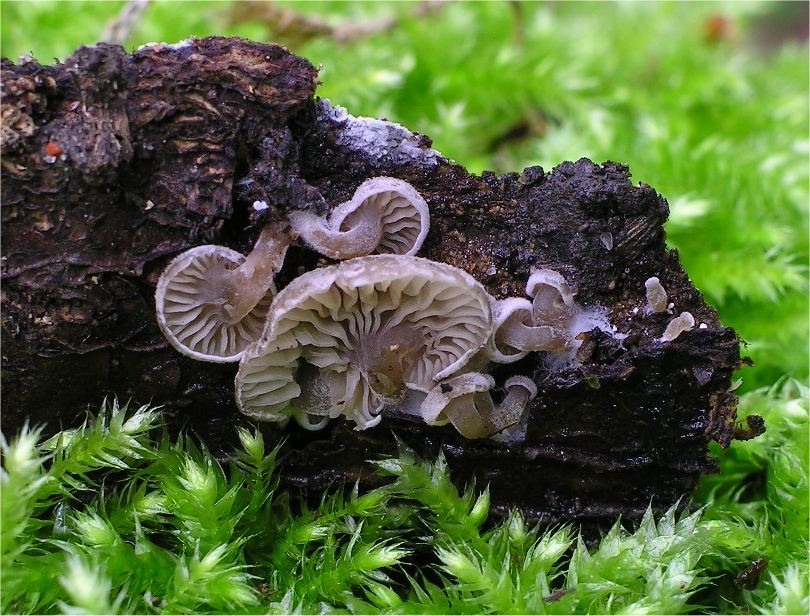